# Azize Tanrıkulu
Azize Tanrıkulu, née le 9 février 1986, est une taekwondoïste turque. Elle a obtenu la médaille d'argent lors des Jeux olympiques d'été de 2008 dans la catégorie des moins de 57 kg, s'inclinant en finale devant Lim Su-Jeong.
Elle est la sœur de Bahri Tanrikulu, taekwondoïste médaillé olympique en 2004. 
Tanrikulu a remporté le titre européen en 2005 à Riga en moins de 63 kg.